# En helt almindelig han
En helt almindelig han (engelsk: The Average American Male) er en roman fra 2007 skrevet af Chad Kultgren.
Romanen handler om en ung mand, der har svært ved at blive med den samme pige resten af livet. Når parforholdet går fra den første forelskelse til at blive hverdag, bliver det kedeligt for hovedpersonen, og han begynder derfor at søge efter ny spænding og ny forelskelse.
Romanens genre bærer præg af at være en dagbog, og sproget er meget pornografisk og sexfikseret. Modtagergruppen er derfor nutidens mand, hvor en roman som Bridget Jones' dagbog, der omhandler samme tematikker, blot med en kvinde som hovedperson, henvender sig til nutidens kvinder. 
Et af temaerne i romanen kunne være evig ungdom, og romanen kan læses ud fra en kontekst om det senmoderne samfund.
Enkelte kapitler er blevet lavet til små reklamefilm for romanen, og disse er blevet lagt ud på Youtube. 
| Bog | Spire Denne artikel om bøger og tidsskrifter er en spire som bør udbygges. Du er velkommen til at hjælpe Wikipedia ved at udvide den. |